# Icchak Majer Weisenberg

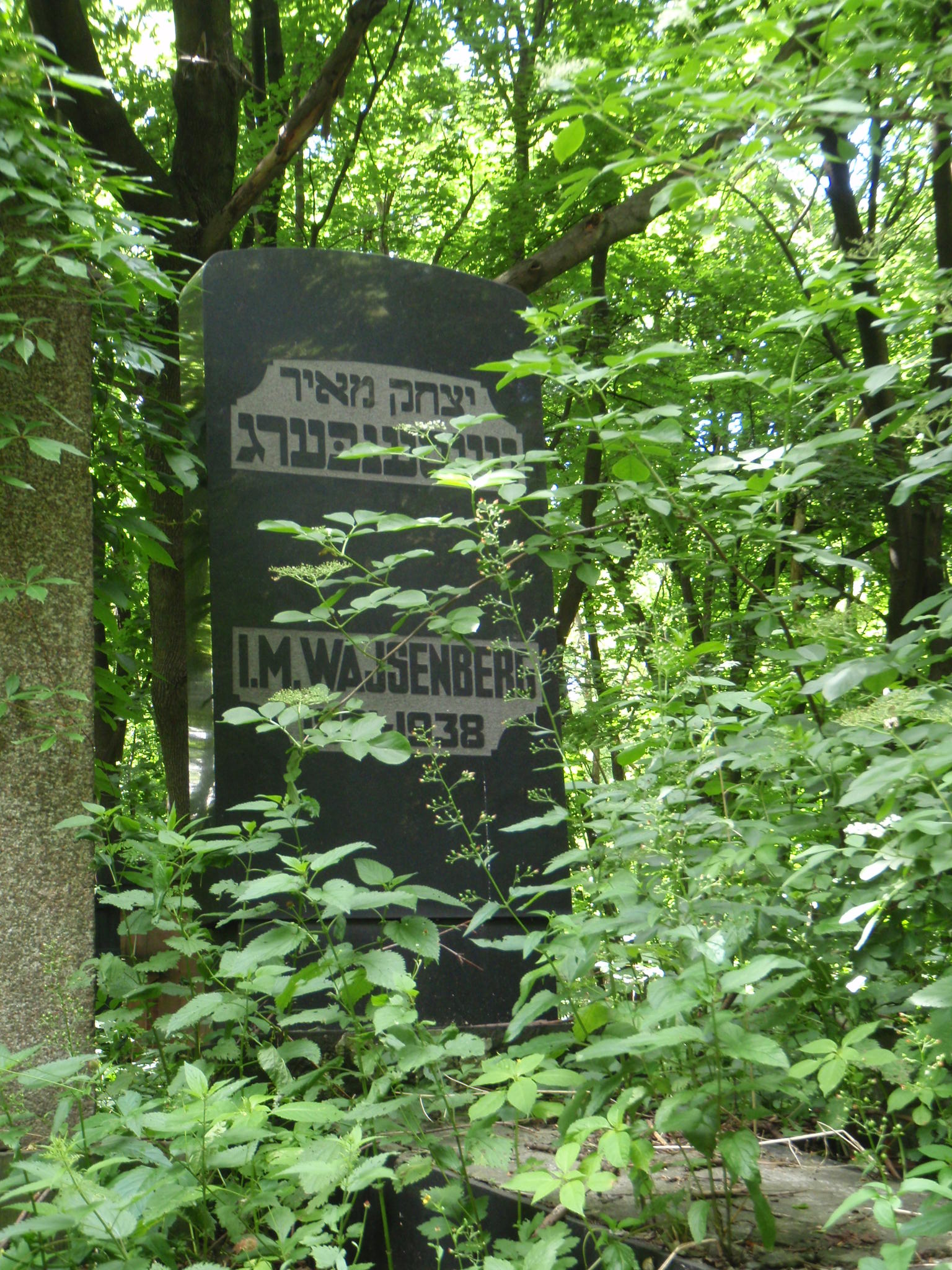
Grób Icchaka Majera Wajsenberga na cmentarzu żydowskim w Warszawie

Icchak Majer Weisenberg (ur. 1881 w Żelechowie, zm. 13 sierpnia 1938 w Warszawie) – polski pisarz i dramaturg żydowskiego pochodzenia piszący w języku jidysz.

## Życiorys
Urodził się w biednej rodzinie żydowskiej. Nie posiadał formalnego wykształcenia, posługiwał się wyłącznie językiem jidysz. Do ukończenia 25 roku życia pracował jako rzemieślnik w rodzinnym Żelechowie, w Łodzi i w Warszawie. Był laureatem nagrody literackiej Gminy Żydowskiej w Warszawie.
Był uznawany za wybitnego pisarza już przez współczesnych, którzy przyrównywali go do Icchaka Lejba Pereca, Szaloma Asza czy Hirsza Dawida Nomberga. W Żelechowie znajduje się ulica jego imienia.
Icchak Majer Weisenberg pochowany jest na cmentarzu żydowskim przy ulicy Okopowej w Warszawie (kwatera 31, rząd 2).

## Twórczość
Weisenberg debiutował opowiadaniami Der Kitel i Der Holech W'dor Ba. Największą popularność Icchakowi Majerowi Weisenbergowi przyniosły opowiadania: Di meszugene in dorf (z jidysz Wiejska wariatka) oraz A sztejtł (z jidysz Miasteczko). Zaledwie kilka jego utworów zostało przetłumaczonych na język polski, a także na niemiecki.
- 1938: Dertseylungen fin meyn ershtn period shraybn
- 1938: Far yugnt
- 1937: In der tifer aybikayt
- 1933: Shrayber un zayere verk
- 1932: Kunst un subyektivitet
- 1931: Goyreles vus lakhn
- 1930: Dos bukh fun liebe
- 1930: Der moderner shed
- 1925: Reale kreftn
- 1922: A shlekthe froy: un andere ertsehlungen
- 1912: Ertsehlungen un bilder
- 1911: Kine un tayve un andere ertsehlungen
- 1910: Kasper